# Al-Jura (Gaza)

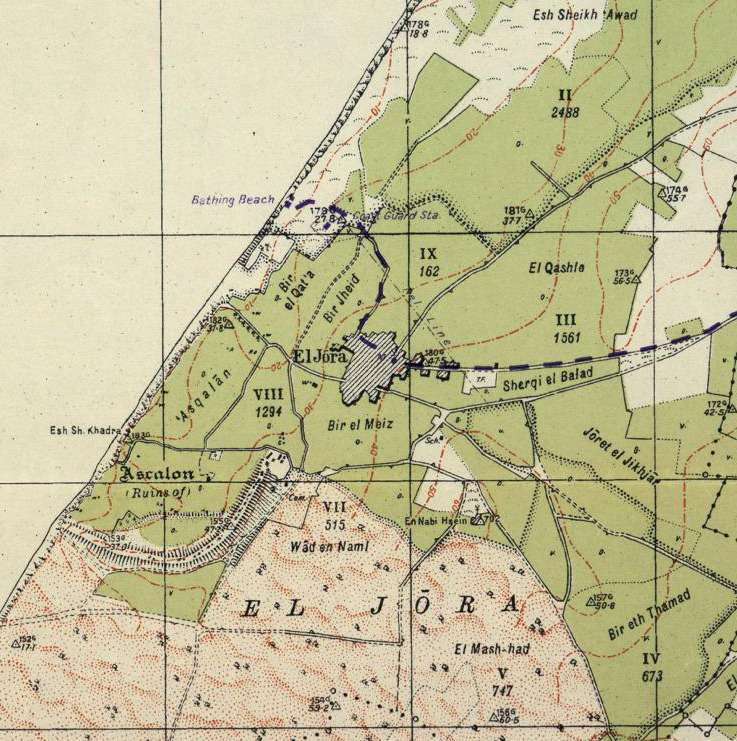
Un mapa de la década de 1940 de la zona de Al-Jura, del Departamento Topográfico de Palestina.

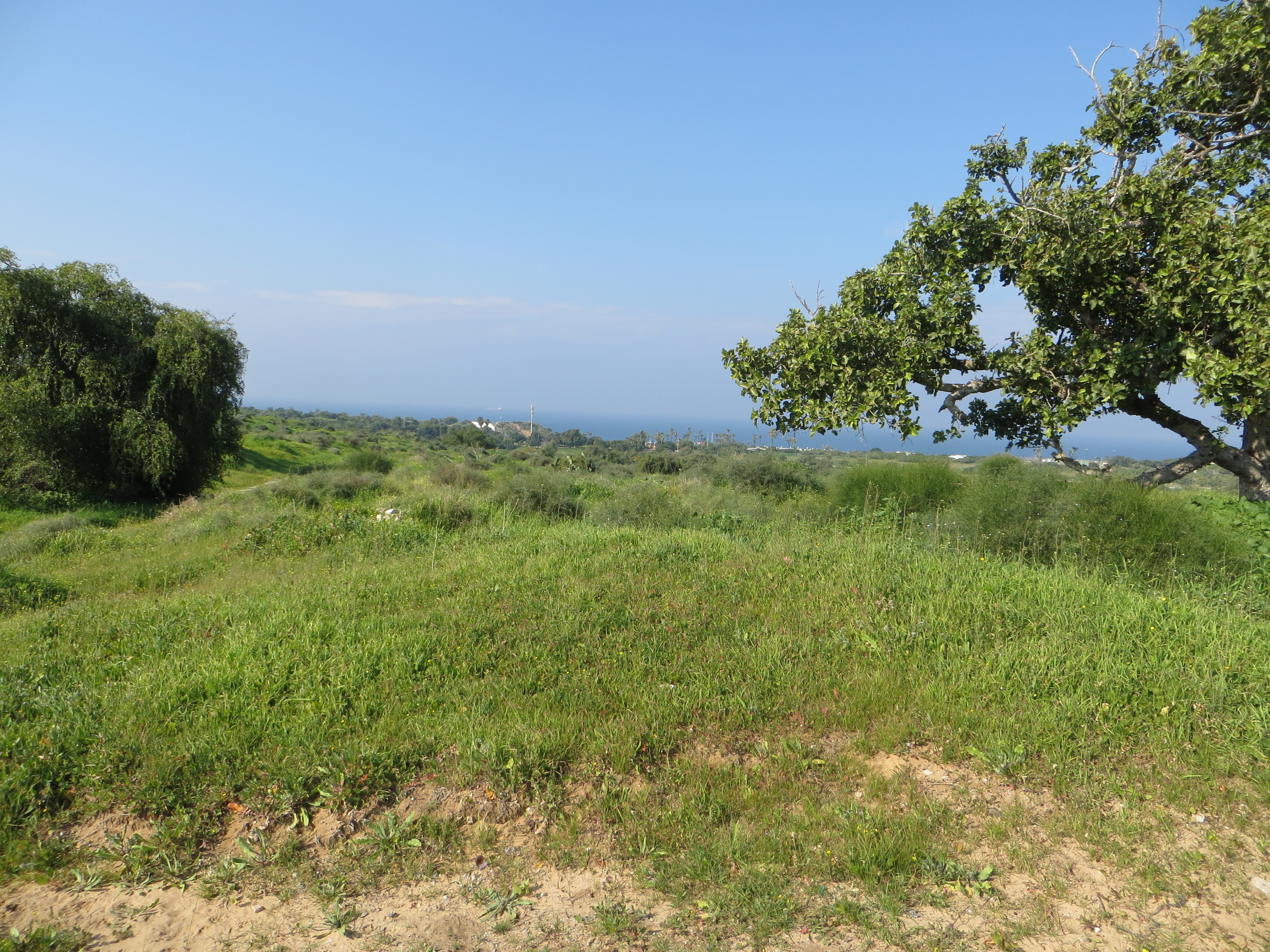
Parte del lugar donde se localizaba el pueblo de Al-Jura.

Al-Jura (en árabe: الجورة‎) fue una aldea palestina despoblada durante la guerra árabe-israelí de 1948, situada junto a la antigua ciudad de Al-Majdal, hoy Ascalón, y las ruinas de la antigua Ascalon. En 1945, el pueblo tenía una población aproximada de 2420 habitantes, en su mayoría musulmanes. Aunque defendida por el ejército egipcio, Al-Jura fue capturada por la Brigada Guivati de Israel en una ofensiva del 4 de noviembre de 1948 como parte de la Operación Yoav.
Sus habitantes procedían de la vecina Egipto, Hebrón y comunidades beduinas.
El Santuario de la Cabeza de Husayn estaba situado a las afueras de la ciudad, hasta que fue destruido por el ejército israelí en 1950.
El fundador y líder espiritual de la organización militante Hamás, Ahmed Yassin, nació en Al-Jura.

## Historia

### Período otomano
Al-Jura (El-Jurah) se encontraba al noreste e inmediatamente adyacente a la colina de la antigua y medieval Ascalón. En el sitio se han encontrado cerámicas bizantinas y monedas del siglo VII d. C.
En el primer registro fiscal otomano de 1526-7, la aldea estaba despoblada. Pero en 1596 d. C., la aldea había sido refundada como parte de la nahiya de Gaza y se llamaba Yawrat al-Hayya. Contaba con 46 hogares musulmanes y una población estimada de 253 habitantes, que pagaban un total de 3400 akçe en impuestos.
Marom y Taxel han demostrado que, durante los siglos XVII y XVIII, las presiones económicas y de seguridad ejercidas por los nómadas provocaron el abandono de las aldeas alrededor de Majdal 'Asqalān, y en la parte meridional de la llanura costera en general. La población de las aldeas abandonadas se trasladó a los pueblos que habían resistido, mientras que las tierras de los asentamientos abandonados siguieron siendo cultivadas por las aldeas vecinas. Así, al-Yura absorbió las tierras de al-Rasm y al-Bira, esta última separada del pueblo por las tierras de Al-Majdal.
El maestro sufí y viajero sirio Mustafa al-Bakri al-Siddiqi (1688-1748/9) visitó Al-Jura en la primera mitad del siglo XVIII, antes de partir hacia Hamama.
En 1838, Edward Robinson señaló el-Jurah como una aldea musulmana situada en el distrito de Gaza.
En 1863, el explorador francés Victor Guérin visitó la aldea, a la que llamó Djoura, y comprobó que contaba con trescientos habitantes. Además, señaló que podía ver numerosas piezas de antigüedades sacadas de la ciudad en ruinas, y que los habitantes de la aldea cultivaban hermosos árboles frutales, así como flores y verduras. Una lista de aldeas otomanas de alrededor de 1870 indicaba que la aldea tenía una población de 340 habitantes, en un total de 109 casas, aunque el recuento de población sólo incluía a los hombres.
A finales del siglo XIX el pueblo de Al-Jura, situado en un terreno llano que lindaba con las ruinas de la antigua Ascalón, tenía forma rectangular y sus habitantes eran musulmanes. Tenían una mezquita y una escuela fundada en 1919.

### Período bajo Mandato Británico
En el censo de Palestina de 1922, realizado por las autoridades del Mandato Británico, Al-Jura tenía una población de 1326 habitantes, todos musulmanes, que aumentó en el censo de 1931 a 1754, compuestos por 1752 musulmanes y 2 cristianos, en un total de 396 casas.
En las estadísticas de 1945, Al-Jura tenía una población de 2420 musulmanes, para una superficie total de 12.224 dunams de tierra, según una encuesta oficial sobre tierras y población, de los cuales 481 dunams se destinaban a cítricos y plátanos, 7192 a plantaciones y tierras de regadío, 2965 a cereales, mientras que 45 dunams eran tierras edificadas.
En la década de 1940, la escuela contaba con 206 alumnos.

### Guerra de 1948
A finales de noviembre de 1948, las tropas del distrito llevaron a cabo redadas en los pueblos de la llanura costera y al sur de Majdal. Al-Jura era una de las aldeas mencionadas en las órdenes dirigidas a los batallones de las IDF y al pelotón de ingenieros, según las cuales los aldeanos debían ser expulsados a Gaza, y las tropas de las IDF debían «impedir su regreso destruyendo sus aldeas». El camino que conducía a la aldea debía ser minado. Las tropas de las IDF recibieron la orden de llevar a cabo la operación «con determinación, precisión y energía». La operación tuvo lugar el 30 de noviembre. Las tropas no encontraron «ni un alma viviente» en Al-Jura. Sin embargo, la destrucción de los pueblos no se completó inmediatamente debido a la humedad de las casas y a la insuficiente cantidad de explosivos.